# Blutgesichtspecht
Der Blutgesichtspecht (Melanerpes lewis) ist eine relativ große Art der Gattung Melanerpes innerhalb der Unterfamilie der Echten Spechte (Picinae). Der düster wirkende, mittelgroße Specht ist lückenhaft von Südwestkanada bis in die südwestlichen USA verbreitet. Im Sommer ist er vor allem ein Fluginsektenjäger, ein Beuteerwerbsverhalten, das in der Gattung Melanerpes zwar häufig vorkommt, bei dieser Art jedoch besonders ausgeprägt ist. Blutgesichtspechte sind wenig standorttreu und streifen außerhalb der Brutzeit weit umher. Sie gehören zu den ersten Arten, die Waldgebiete nach Brandkatastrophen wiederbesiedeln. Die in nördlichen Breiten lebenden Individuen verlassen im Winter meist ihr Brutgebiet. Die Art, von der keine Unterarten beschrieben werden, ist laut IUCN nicht gefährdet.

## Merkmale

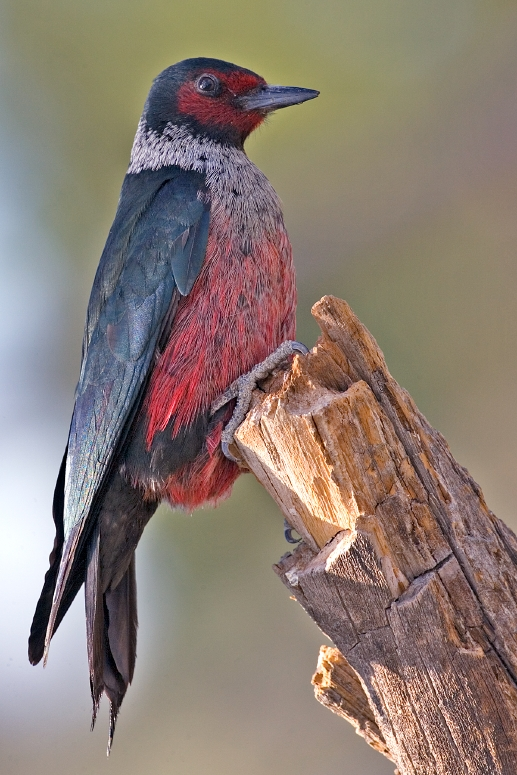
Blutgesichtspecht

Der Blutgesichtspecht ist mit einer Körperlänge von bis zu 28 Zentimetern etwas größer als ein Grauspecht. Die Spannweite beträgt bis zu 53 Zentimeter, das Gewicht liegt bei 100 Gramm. Aus der Ferne wirkt dieser Specht weitgehend kontrastarm dunkel und düster. Die Oberseite ist grünlichgrau, wobei die Farbnuancen je nach Lichteinfall differieren. Nacken, Hals und Brust sind silbriggrau. Das deutlich schwarz gerandete Gesichtsfeld ist matt schwärzlichrot. Scheitel und Hinterkopf sind schwarz. Schwarz ist auch die Iris. An der Basis des schwarzen, schlanken, leicht abwärts gebogenen Schnabels befinden sich viele Tastborsten. Bauch und Steiß sind in unterschiedlicher Intensität rötlich gefärbt. Der Bürzel und alle Steuerfedern sind zeichnungslos schwarz, können jedoch einen grünen Schimmer aufweisen.

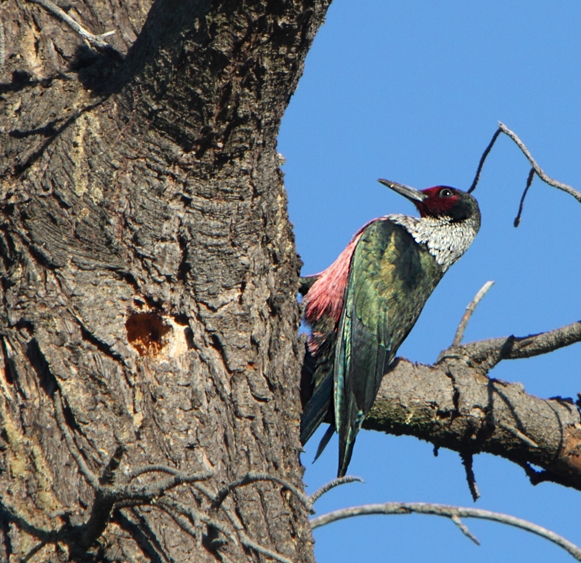
Deutlich erkennbare Grün- und Gelbgrünnuancen in der Färbung des Oberseitengefieders

Die Geschlechter unterscheiden sich in der Färbung nicht voneinander; Männchen sind im Durchschnitt geringfügig größer und schwerer; diese Unterschiede reichen zu einer sicheren feldornithologischen Geschlechtszuordnung jedoch nicht aus.
Jungvögel sind gut von ausgefärbten Individuen zu unterscheiden. Die Oberseite gleicht zwar weitgehend dem Erwachsenengefieder, ist aber glanzloser und wirkt damit noch dunkler; Kopf, Nacken, Wangen, Hals und Brust sind schmutzig braungrau, die Flanken sind auf bräunlichem, oder braun-silbrigem Untergrund dunkel gestreift. Bauch und Steiß sind blass rötlich behaucht.
Im Flugbild sind die silbriggraue Halspartie, sowie die langen, breiten, auffällig gefingerten Flügel charakteristisch. In der Untersicht fällt auch der Farbkontrast zwischen den fast schwarzen Unterflügeldecken und den viel helleren Schwungfedern auf.
Der Flugstil des Blutgesichtspechtes unterscheidet sich von allen anderen nordamerikanischen Spechten, sodass die Art von den ersten weißen Beobachtern auch für eine Krähe oder einen Häher gehalten wurde. Blutgesichtspechte fliegen fast geradlinig, mit tief durchgezogenen, langsamen Flügelschlägen, denen bei Gelegenheit längere Gleitphasen folgen können. Der typisch spechtartige Bogenflug mit in der Abwärtsbewegung angelegten Flügeln wurde bei dieser Spechtart nicht beobachtet.

### Lautäußerungen
Blutgesichtspechte sind akustisch nicht auffällig. Auch in der Vorbrutzeit verhalten sie sich eher ruhig. Die meisten Rufe sind eher leise, in der Tonhöhe hohe zwitschernd wirkende Lautfolgen. Gelegentlich ist aber auch ein recht weittragendes, mehrfach gereihtes, raues Phrieerr zu hören. Alarmlaute sind kreischende, an Häher erinnernde Ruffolgen.
Das Trommeln der Blutgesichtspechte ist unauffällig. Die Trommelfolgen sind kurz und klingen schwach und hell.

## Verbreitung und Lebensraum

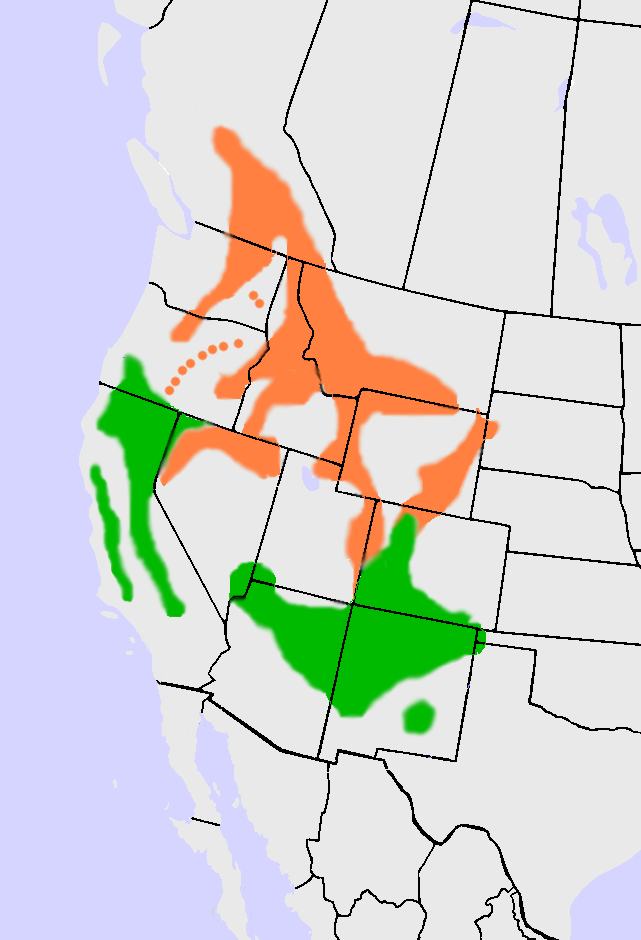
Brutgebiete des Blutgesichtspechtes
orange: Weitgehend ziehende Populationen
grün: Standvogel mit vornehmlich vertikalen Zugbewegungen
Außerbrutzeitlich können Blutgesichtspechte in weiten Bereichen der südwestlichen und südöstlichen USA angetroffen werden

Gegenwärtig liegen die nordwestlichsten Brutvorkommen im südlichen British Columbia und die südlichsten im zentralen New Mexico; südwestwärts brütet die Art bis in die San Bernardino Mountains und ostwärts bis ins Grenzgebiet von Colorado und Kansas. Außerbrutzeitlich befinden sich die Verbreitungsschwerpunkte im mittleren und südlichen Teil des Brutgebietes. Im Süden erscheint die Art gelegentlich auf der nördlichen Baja California, in Nordmexiko und im südlichen New Mexico, sowie im Westen an der kalifornischen Pazifikküste und ostwärts bis ins zentrale Texas.

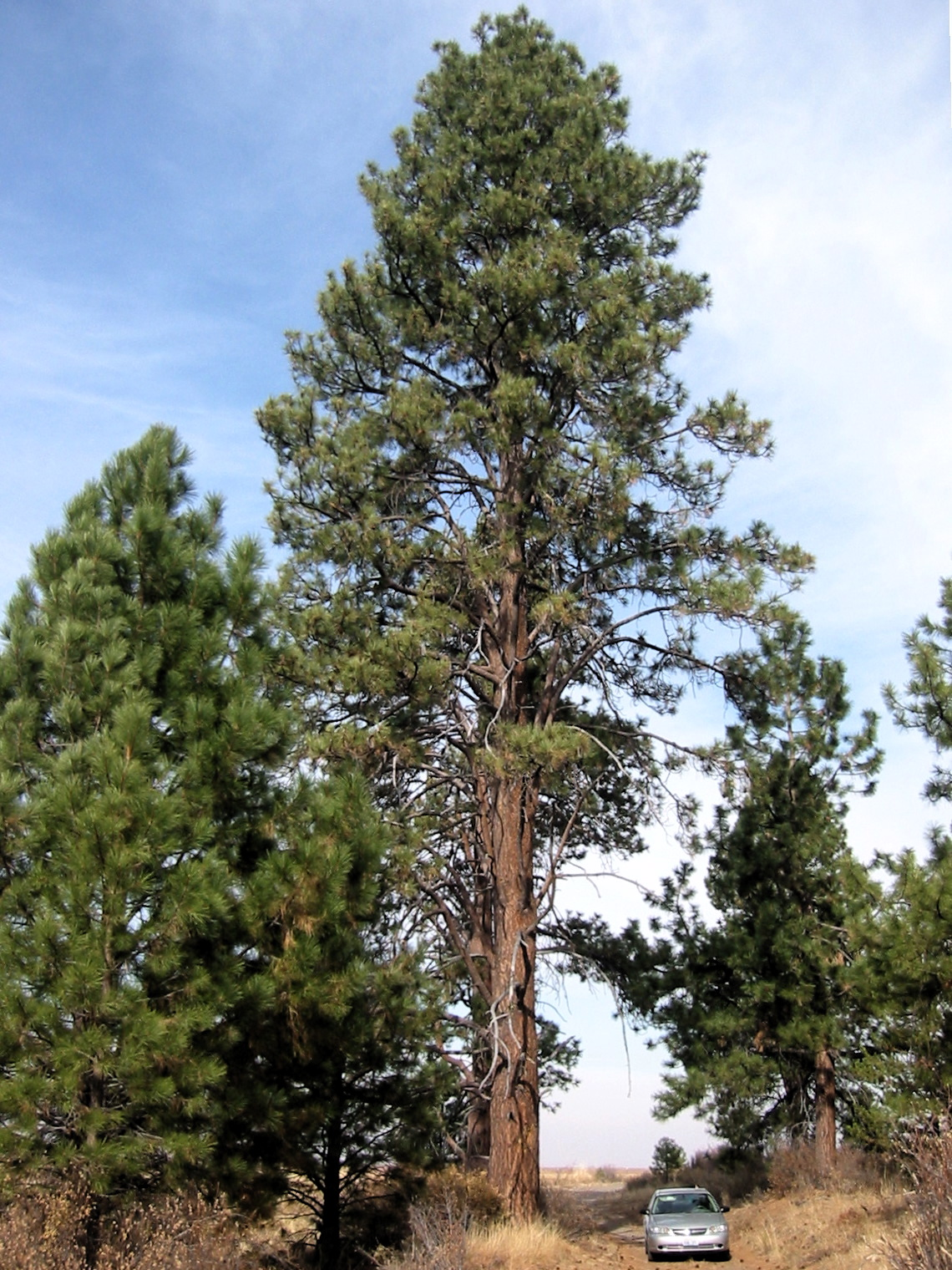
Die Gelb-Kiefer ist ein wichtiger Nist- und Nahrungsbaum für den Blutgesichtspecht

Innerhalb dieser Verbreitungsgrenzen ist der Blutgesichtspecht im Allgemeinen ein seltener Brutvogel und Wintergast. Regional kann er jedoch über Jahre häufig werden und dann wieder lange Zeit verschwinden. Diese unregelmäßige Verbreitung und Häufigkeit teilt er mit dem Rotkopfspecht.
Wesentlichste Requisiten eines günstigen Blutgesichtspechthabitats sind lockere Baumbestände mit offenem Kronenschluss, ein großer Anteil an stehendem und liegendem Totholz, offene baumfreie Abschnitte mit Busch- oder Grasvegetation, sowie ein ausreichendes Angebot an größeren Insekten. Diese Voraussetzungen findet er vor allem in offenen Beständen der Gelb-Kiefer, in lichten, flussbegleitenden, vor allem mit Pappeln bestandenen Gehölzen und in Schlägerungsflächen, beziehungsweise von Waldbränden heimgesuchten Gebieten. Er zählt zu jenen Arten, die als erste Waldbrandgebiete wiederbesiedeln. In waldbrandgeschädigten Beständen der Gelb-Kiefer werden einige Jahre nach dem Brandereignis oft hohe Brutkonzentrationen der Art festgestellt. Daneben brütet der Blutgesichtspecht auch in offenen Eichengehölzen, Wacholderbeständen sowie in Obst- und Nussplantagen, sofern er dort Höhlen vorfindet oder Totholz zum Höhlenbau zur Verfügung steht.
Die vertikale Verbreitung reicht von Tieflandgebieten entlang der Flussläufe bis in hochgelegene Gebiete über 2500 Meter in Arizona und Colorado.
Über die Größe der Territorien und die Art der Territorialität ist wenig bekannt. Wahrscheinlich behauptet der Blutgesichtspecht während der Brutzeit nur den unmittelbaren Nistbereich und im Herbst und Winter die Depotplätze.

### Wanderungen
Blutgesichtspechte sind im mittleren und südlichen Teil ihres Verbreitungsgebietes Standvögel, streifen jedoch außerbrutzeitlich in kleinen Gruppen weiträumig auf opportunistischer Nahrungssuche umher. Nach der Brutzeit verstreichen sie häufig in höher gelegene Gebiete, um in der Herbstmitte wieder tiefer gelegene Gebiete, oft auch Kulturland aufzusuchen. Die in den nördlichen Bereichen des Verbreitungsgebietes brütenden Vögel sind obligate Zugvögel mit maximalen Wanderdistanzen von mehr als 1000 Kilometern. Sie verlassen ab Ende August ihre Brutgebiete und überwintern in den südlicheren Bereichen. Erst Anfang Mai besetzen diese Vögel wieder ihre angestammten Brutregionen. Blutgesichtspechte ziehen meist bei Tage und in kleinen Gruppen. An einigen Engstellen ihrer Zugwege, wie zum Beispiel einem Längstal der Siskiyou Berge, wurden im Herbst hohe Zugkonzentrationen von bis zu 5000 Individuen in nur wenigen Tagen festgestellt.

## Nahrung und Nahrungserwerb

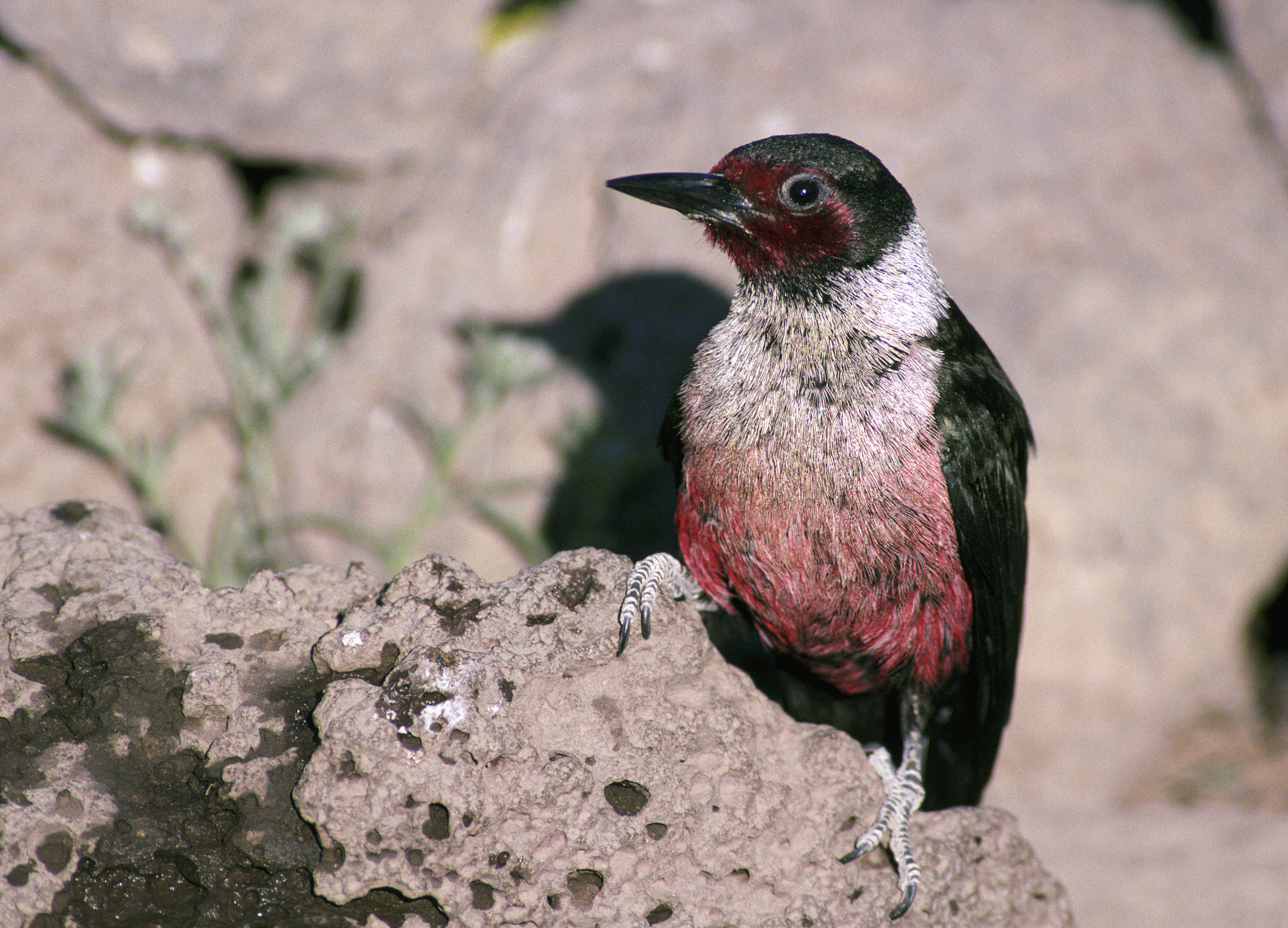
Adulter Blutgesichtspecht bei der Nahrungssuche

Das Nahrungsspektrum der Blutgesichtspechte ist vielfältig. Im späten Frühjahr, im Sommer und im frühen Herbst bilden verschiedene Insektenarten den Nahrungshauptbestandteil, in der übrigen Zeit ernährt sich die Art vor allem von Samen, Nüssen und Früchten. Insgesamt überwiegt pflanzliche Nahrung.
Die Insektennahrung setzt sich vor allem aus Geschlechtstieren zusammen, Larven spielen nur eine untergeordnete Rolle. Laufkäfer, Marienkäfer und Blatthornkäfer bilden neben Ameisen, Grillen und Heuschrecken den größten Anteil im insektivoren Nahrungssegment. Regelmäßig werden Vogeleier und Schnecken verzehrt, gelegentlich auch Eidechsen und kleine Säugetiere.
Die vegetabile Nahrung besteht vornehmlich aus Pinienkernen, Ahornsamen und Eicheln. Daneben werden jedoch eine Reihe anderer Vegetabilien, wie reifes Obst, kultivierte Nüsse, insbesondere Mandeln, die Beeren verschiedener Wildsträucher wie die des Hartriegels, der Felsenbirne oder des Holunders sowie Kulturmais aufgenommen. Vor allem im Herbst und Winter schlucken Blutgesichtspechte relativ große Mengen an Gastrolithen.
Die Insektenbeute wird überwiegend im Fluge gefangen. Meist werden die Fluginsekten von einem Ansitz aus erspäht und in einem kurzen Jagdflug erbeutet, gelegentlich jagen Blutgesichtspechte aber auch, insbesondere bei sehr reichem Insektenvorkommen, in einer ausdauernden Flugjagd. Die für Spechte sehr weite Schnabelöffnung dürfte eine Anpassung an diese Jagdmethode sein. Während der Flugjagden sind sie häufig mit anderen Fluginsektenjägern wie Schwalben oder Seglern vergesellschaftet. An Stämmen und Ästen werden Insekten vor allem durch intensives Absuchen und Stochern erbeutet; Hackaktivitäten zur Freilegung holzbohrender Larven wurden bei dieser Spechtart nicht festgestellt. Auch am Boden werden die Beutetiere nur von der Oberfläche aufgelesen, auch an ergiebigen Stellen werden Insektengänge offenbar nicht durch Hackarbeit erweitert.
Pinienzapfen, Mandeln und andere hartschalige Nahrungsobjekte werden zu einer geeigneten Schmiede getragen und dort bearbeitet, oder in einem Depot gespeichert. Früchte und Beeren werden an Ort und Stelle verzehrt. Dabei sitzt der Specht meist über dem Fruchtstand, seltener hängt er unter der Nahrungsquelle.

### Nahrungsdepots
Im Herbst und Winter legt der Blutgesichtspecht Nahrungsdepots in Bäumen, in Telegraphenmasten, gelegentlich auch an Blockhäusern oder in Holzverkleidungen von Häusern an. Dabei sucht der Specht Ritzen und Spalten auszunützen, hackt aber auch passgenaue Öffnungen, um das Nahrungsobjekt einzuklemmen. Vor allem werden auf diese Art Vegetabilien, insbesondere Pinienkerne, Eicheln und Maiskörner gespeichert, gelegentlich aber auch Käfer und Schnecken. Der Zeitaufwand für diese Vorratshaltung ist groß und überwiegt bei weitem die Zeit, die für die Nahrungssuche selbst aufgewendet werden muss. Entsprechend groß können die Mengen der Vorräte sein: So deponierte ein einzelner Specht in vier stehenden, weitgehend verrotteten Telefonmasten über 10.000 Maiskörner.

## Brutbiologie

### Balz und Höhlenbau
Die Brutbiologie dieser Spechtart ist noch nicht ausreichend erforscht. Wahrscheinlich werden Blutgesichtspechte am Ende ihres ersten Lebensjahres geschlechtsreif. Sie führen eine weitgehend monogame Saisonehe; es liegen aber auch Hinweise auf längerdauernde Paarbindung vor. In den südlichen Brutregionen beginnen Balzaktivitäten schon Ende März, Anfang April, im Norden und in höher gelegenen Brutgebieten entsprechend später. Die Balzrituale bestehen aus spechttypischen Verfolgungsflügen, aus für diese Spechtart relativ häufigen Ruffolgen und der Auswahl eines Nistbaums mit dem anschließenden Höhlenbau. Die Nisthöhlen werden im Stammbereich oder an einem möglichst vertikalen starken Seitenast angelegt. Immer befinden sich die Nistbäume in einem fortgeschrittenen Zustand des Verfalls, oder sind bereits abgestorben; auch brandgeschädigte Bäume werden als Höhlenbäume ausgewählt. Ebenso nutzt die Art natürliche Höhlen oder Halbhöhlen sowie Höhlen anderer Spechtarten. Eine klare Präferenz einer Baumart wurde nicht festgestellt. Nisthöhlen finden sich unter anderem in Kiefernarten, insbesondere der Gelbkiefer, in Fichten, sowie häufig auch in Pappeln, Weiden und gelegentlich auch in Telegraphenmasten. Die Nisthöhe schwankt beträchtlich: Nisthöhlen können in einem Bereich unter zwei Metern liegen, aber auch in sehr großen Höhen. Die bisher am höchsten vermessene Bruthöhle eines Blutgesichtspechtes befand sich in einer Höhe von über 50 Metern. Die Nisthöhlen werden von beiden Geschlechtern angelegt. Die Einflugsöffnung misst etwa 6 Zentimeter im Durchmesser, die Größe der Höhlung ist sehr unterschiedlich und hängt mit dem Verfallsstadium des Nistbaumes zusammen. Die Spanunterlage ist mit einigen Zentimetern meist relativ groß.

### Gelege und Brut
Die Legeperiode beginnt in den tiefgelegenen südlichen Brutgebieten Ende April in höher gelegenen Regionen und im Norden erst einen Monat später. Blutgesichtspechte brüten nur einmal im Jahr, über Nachgelege ist nichts bekannt. Letzte frische Gelege werden im Juli gefunden. Insgesamt ist der Legebeginn sehr variabel und stark klimatischen Bedingungen angepasst. Die Gelege sind groß; sie umfassen bis zu 11 (meist 5 bis 7) reinweiße Eier in der Größe von durchschnittlich 26 × 20 Millimetern. Sie werden von beiden Eltern etwa 12 bis 14 Tage bebrütet. Wie bei fast allen Spechten brütet nachts ausschließlich das Männchen, das bei dieser Art auch tagsüber länger auf den Eiern sitzt als das Weibchen. Die Nestlingszeit beträgt 28 bis 34 Tage; in dieser Zeit werden die Jungen von beiden Eltern mit Nahrung versorgt. Die stärksten Jungen fliegen zuerst aus und verbleiben in unmittelbarer Nähe des Nistbaumes bis alle Jungen die Nisthöhle verlassen haben. In dieser Zeit sind die Jungvögel einem besonders starken Prädationsdruck durch verschiedene Greifvögel wie dem Buntfalken ausgesetzt. Diese Ausfliegeperiode kann einige Tage dauern. Wenn alle Jungvögel ausgeflogen sind, entfernt sich der Familienverband aus der Umgebung der Nisthöhle. Die Jungvögel werden aber noch eine geraume Zeit von den Eltern gefüttert und verbleiben auch nach dieser Führungszeit bis in den Herbst im Elternverband. Erst wenn die Eltern mit dem Einbringen der Wintervorräte beginnen, lösen sich die Familien auf. Über das Jugenddispersal liegen keine Daten vor.

## Bestand und Bestandsentwicklung

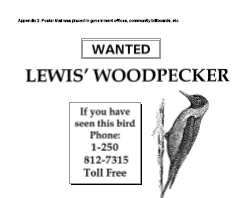
Anschlag in Amtsgebäuden in British Columbia

Die Bestandssituation dieser zu unstetem Auftreten neigenden Art ist sehr schwer zu beurteilen; zudem fehlen über weite Teile des Verbreitungsgebietes detaillierte Daten. Birdlife international wertet die Bestandslage als weitgehend stabil und weist die Art keiner Gefährdungskategorie zu. In dieser Quelle wird von einem Gesamtbestand von etwa 130.000 Individuen ausgegangen. Regionale Untersuchungen, die jedoch auf Grund der generell wechselnden Bestandsdichte vorsichtig interpretiert werden müssen, verzeichnen beträchtliche Bestandsrückgänge. Vor allem in den nördlichsten, zum Teil sehr gut untersuchten Verbreitungsgebieten in British Columbia scheinen die Bestände in den letzten beiden Jahrzehnten stark zurückgegangen zu sein. Dort wird der Blutgesichtspecht als sehr selten und vom Aussterben bedroht gelistet. Vor allem im Bereich der lockeren hochmontanen Nadelwaldbestände gilt der Blutgesichtspecht als Zeigerart.
Natürliche Feinde sind vor allem Greifvögel und baumkletternde Schlangen, unter letzteren vor allem die Gophernatter (Pituophis catenifer). Wegen des relativ späten Brutbeginns spielt Höhlenverlust an andere Höhlenbrüter nur eine untergeordnete Rolle; gegenüber dem eingeführten und in seinen Beständen rasch zunehmenden europäischen Star behält der Blutgesichtspecht meist die Oberhand.

## Einzelbelege
1. ↑   BNA (1997) Introduction
2. ↑   BNA (1997) Habitat
3. ↑   Abele et al. (2004) S. 15
4. ↑   BNA (1997) Migration
5. ↑   Abele et al. (2004) S. 10
6. ↑   BNA (1997) Food Capture And Consumption
7. ↑   BNA (1997) Food Selection And Storage
8. ↑   BNA (1997) Breeding
9. ↑   BNA (1997) Breeding/Microhabitat
10. ↑   Factsheet (2006)
11. ↑   Abele et al. (2004) S. 19
12. ↑   Cooper & Beauchesne (2000) S. 9
13. ↑   Abele et al. (2004) S. 8
14. ↑   Abele et al. (2004) S. 8
15. ↑   Vierling (1998) S. 376